# WGS 위성

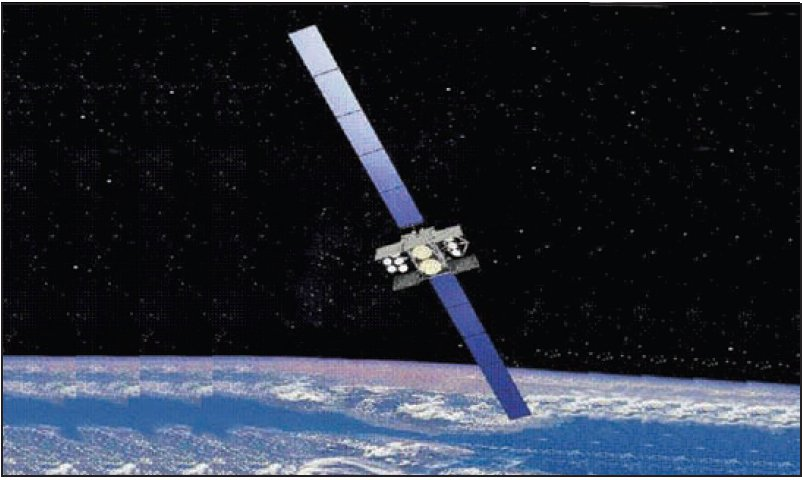
WGS 위성

WGS 위성은 미국 국방부와 호주 국방부가 공동으로 구축중인 군용 통신위성 시스템이다. Wideband Global SATCOM system이라고 부른다.
X 밴드와 Ka 밴드 주파수를 사용한다.
MQ-1 프레데터 무인기 등에 WGS SATCOM 송수신기를 탑재하여, 미국 본토에서 조종사가 조종하고, 지구 반대편에서도 작전할 수 있다.
현재 미군이 사용하는 SATCOM인 DSCS 위성과 GBS 위성을 대체한다. DSCS III 위성은 X 밴드를 사용하며, 1982년부터 2003년까지 발사되었으며 현재 14기가 사용중이다. GBS 위성은 Ka 밴드 통신위성이다.
WGS-1 위성은 무게 3.4톤에 35,900 km 고도의 정지궤도 위성으로, 2.4 Gbit/s의 광대역(wideband)이다. 14개의 DSCS III 위성 전체의 대역폭을 합친 광대역이다. DSCS III 위성 1개는 8.4 GHz(X 밴드) 6개 채널을 가졌다.
WGS-6까지 발사되었으며, 2016년 WGS-7, 2017년 WGS-8, 2018년 WGS-9가 발사될 계획이다. 보잉사는 최근 WGS-10의 주문을 미국 국방부로부터 받았다.
3기가 한 세트로 전 세계를 중계한다. 현재 6기가 발사되어 2개 세트가 구축되었다.

## 대한민국
미군의 Ka 밴드 정지궤도 군용통신위성은 2.4 Gbps 속도의 WGS인데 비해, 한국군의 Ka 밴드 정지궤도 군용통신위성은 536 Mbps 속도의 무궁화 5호이다. 미국의 WGS는 3기가 지구를 둘러싸고 있어 전 세계 교신이 되지만, 한국의 무궁화 5호는 1기만 사용중이어서, 전 세계 교신은 불가능하고, 한반도 주변 6,000 km까지 교신이 가능하다.